# District de Mananjary
Le district de Mananjary est un district de la Vatovavy, situé dans l'est de Madagascar. Son chef-lieu est Mananjary.